# Баспаев, Джамбул Кузембаевич
Джамбул Кузембаевич Баспаев (каз. Жамбыл Күзембайұлы Баспаев; 29 апреля 1938, Москва, СССР — 19 апреля 2004, Алма-Ата, Казахстан) — советский и казахский музыкант, виолончелист, музыкальный педагог, профессор. Народный артист Казахстана (1998).

## Биография
Родился 29 апреля 1938 года в Москве.
Окончил Алма-Атинское музыкальное училище им. П. И. Чайковского, в 1962 году Московскую консерваторию им. П. И. Чайковского у профессоров С. З. Асламазяна и М. Л. Ростроповича (аспирантура).
Исполнительскую деятельность начал с 1955 года. Совместно с преподавателями музыкальных школ г. Алматы создал оркестр и стал руководителем ансамбля виолончелистов Казахстана. В своем репертуаре и ансамбля занимали место казахские народные (песни-кюи Акана Сери, Даулеткерея, Курмангазы, Таттимбета, музыкальные творения А. Жубанова, Г. Жубановой, К. Кумисбекова, С. Мухамеджанова, А. Затаевича, К. Кожамиярова) музыкальные произведения и иностранных композиторов (Д. Шостаковича, П. Чайковского, Л. Бетховена, Ф. Гайдна).
Участвовал в культурных днях Казахстана, прошедших в России, Армении, Грузии, на Украине.
По его инициативе в Казахстане создан ансамбль виолончелистов. Жамбыл Баспаев воссоздал казахскую музыку, адаптируя её к звучанию виолончели. Особенно удачно прозвучала народная песня «Ахау бикем», ставшая классикой в репертуаре казахстанских музыкантов.
Среди его учеников великолепные музыканты Аскар Бурибаев, Ернар Мынтаев, Равиль Кульмаметов, Фариза Кажасова, Ляззат Абдуллина, Сауле Омарова, Заур Сапараев и др.
В 1982 году был снят телефильм «Концерт Ж.Баспаева».
В 1983 году фирма «Мелодия» выпустила концертную грампластинку в исполнении Ж.Баспаева с ансамблем виолончелистов.
С 1965 года — старший преподаватель, профессор (с 1980) кафедры струнных инструментов Алма-Атинской консерватории.
Автор научно-методических учебных пособий и сборников музыкальных произведений.